# Sete d'amore
Sete d'amore (titolo orig. 愛の渇き, Ai no Kawaki) è il terzo romanzo dello scrittore giapponese Yukio Mishima, pubblicato nel 1950, l'anno dopo Confessioni di una maschera. La narrazione, rispetto al precedente, viene spostata su una protagonista femminile e raccontata in terza persona.
La parola "kawaki" del titolo originario significa letteralmente la sete, ma associato ad un senso di secchezza da terra riarsa.
Il titolo della versione cinematografica del 1966 è stato tradotto come "desiderio d'amore": diretto da Koreyoshi Kurahara, vede Ruriko Asaoka interpretare il ruolo del personaggio principale.

## Trama
La protagonista é Etsuko, una donna che s'è trasferita nella casa dei suoceri dopo la morte improvvisa del marito Ryosuke a causa del tifo addominale. Scivolerà presto in un rapporto sessuale col padre di Ryosuke, il suocero Yakichi, del quale diverrà un'amante passiva. Nel contempo sviluppa però anche forti sentimenti romantici nei confronti del giovane giardiniere di casa, Saburo, il quale rimane del tutto ignaro dell'interesse della giovane vedova verso di lui. Al contempo, Saburo entra sempre più in intimità con una cameriera fino a metterla incinta.
La storia si sviluppa in un periodo di tempo di poco più d'un mese, precisamente dal 22 settembre, quando il libro si apre con l'acquisto d'un paio di calze da regalare a Saburo, fino al 28 ottobre 1949, quando la storia raggiunge il suo culmine violento e si conclude tragicamente.
La narrazione procede attraverso tutta una serie di vividi flashback, riflessioni e flussi di coscienza, concentrati sull'ossessione di Etsuko per Saburo. In principio lei tenta di reprimerli, ma alla fine va' fuori controllo.
La scrittura, spesso lirica, è intervallata da scene crudamente descrittive, radicate nella fisicità più animalesca; intrecciata a digressioni al limite del sadismo, come quella che narra del piacere quasi sessuale provato da un bambino dopo aver annegato una colonia di formiche nell'acqua bollente o dopo aver strappato i petali di alcuni fiori dal prato. Episodi e momenti oscuri, questi, i quali tendono a portare il lettore ad un presagio di tragedia imminente.

## Personaggi principali
- Etsuko

Giovane vedova d'origine aristocratica cresciuta a Tokyo, figura centrale da cui si dipanano tutte le emozioni e gli eventi successivi. Ha sposato Ryosuke Sugimoto, marito infedele morto di tifo: Etsuko ha assistito con sollievo e un senso di liberazione alla sua agonia. 
- Yakichi Sugimoto

Suocero di Etsuko; dopo una brillante carriera lavorativa si è ritirato nella campagna attorno ad Osaka coltivando le terre in suo possesso. Aveva tre figli: Kensuke, Ryosuke e l'unica femmina, Asako. Seduce Etsuko e la costringe a diventar la sua amante nonché cuoca della casa.
- Kensuke Sugimoto

Figlio maggiore di Yakichi; refrattario ai doveri impostigli dalla famiglia ed orgoglioso di natura, occupa assieme alla moglie Chieko una parte distaccata della grande casa paterna.
- Saburo

Giovane giardiniere e domestico della casa, non sembra minimamente accorgersi della passione nutrita da Etsuko nei suoi confronti. 
- Miyo

Una delle ragazze che lavorano come cameriere della casa; rimane incinta di Saburo.

## Temi trattati
1. La sofferenza intima della giovane donna, costretta a subire prima l'infedeltà cronica del marito, poi il dolore psichico causato dal suo amore non corrisposto verso il bel Saburo.
2. Il peso delle origini sociali e delle distinzioni di casta, irreversibili e incolmabili; la radicata e spietata gerarchia all'interno della società giapponese viene rappresentata e descritta come fonte d'immane sofferenza.
3. L'opposizione tra il mondo cittadino e quello dei villaggi di campagna.

## Edizioni italiane
- Sete d'amore, traduzione di Lydia Origlia, Collana Prosa Contemporanea, Parma, Guanda, 1988, ISBN 978-88-774-6291-6. - Collana Le Fenici tascabili, Guanda, 2004, ISBN 978-88-824-6153-9; Collana Tascabili, Guanda, 2017; Collana UEF, Milano, Feltrinelli, 2022, ISBN 978-88-078-9650-7.